# Bruchophagus ollenbachi
Bruchophagus ollenbachi är en stekelart som beskrevs av Mani och Kaul 1974. Bruchophagus ollenbachi ingår i släktet Bruchophagus och familjen kragglanssteklar. Inga underarter finns listade.